# تی-۱۰
تی-۱۰ (به روسی: T-10) یک تانک سنگین دوره جنگ سرد ساخت اتحاد جماهیر شوروی است که به عنوان آخرین نمونه از تانک‌های سری آی‌اس سال ۱۹۴۸ طراحی شد. این تانک در ابتدا آی‌اس-۸ و آی‌اس-۹ (مخفف ژوزف استالین) نامیده می‌شد اما در دوران استالین‌زدایی به تی-۱۰ تغییر عنوان داد. تی-۱۰ برای چندین دهه در ارتش سرخ و نیروی زمینی روسیه خدمت کرد و در شماری از درگیری‌های نظامی از جمله تهاجم اعضای پیمان ورشو به چکسلواکی استفاده شد.

## مشخصات فنی

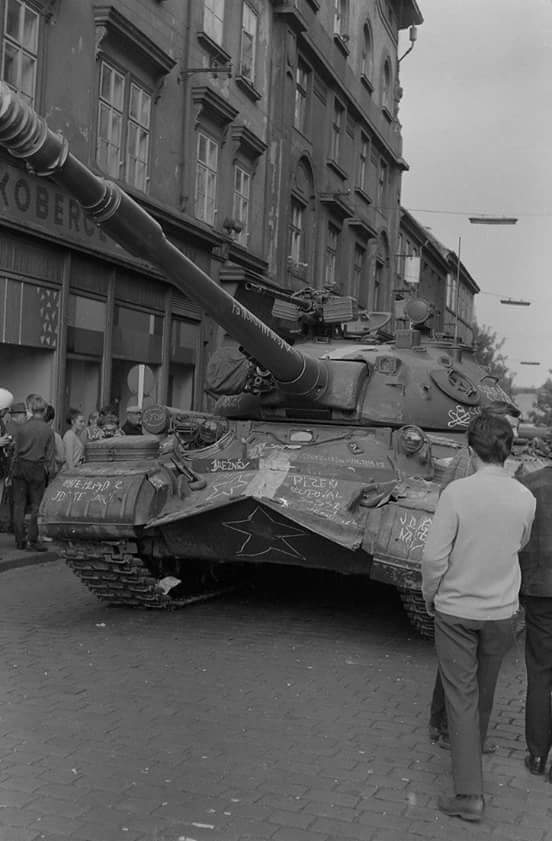
در پراگ، ۱۹۶۸

### مشخصات عمومی
- خدمه: ۴ نفر

ابعاد
- طول:
  - کلی: ۹٫۸۵ متر
  - بدون توپ: ۷٫۳ متر
- عرض: ۳٫۵۵ متر
- ارتفاع: ۲٫۴ متر
- ارتفاع از سطح زمین: ۴۵ سانتی‌متر

شنی
- عرض شنی: ۷۲ سانتی‌متر
- تماس با زمین: ۴٫۵ متر
- فاصله دندانه‌های شنی: ۴۱ سانتی‌متر

وزن
- وزن باگذاری‌شده: ۴۹ تن
- فشار بر زمین: ۰٫۷۱ کیلوگرم بر سانتی‌متر مربع

زره
- برجک: ۲۵ تا ۲۳۰ میلی‌متر
- بدنه:
  - جلو: ۱۱۰ تا ۲۷۳ میلی‌متر
  - اطراف: ۸۰ تا ۱۲۰ میلی‌متر
  - پشت: ۶۰ میلی‌متر
  - کف: ۲۰ میلی‌متر
  - سقف: ۲۰ تا ۳۵ میلی‌متر

پیشرانه
- نیرومحرکه: یک موتور دیزل ۱۲ سیلندر وی‌شکل وی-۲-آی‌اس خنک‌شونده با آب: ۶۹۰ اسب بخار در ۲۰۰۰ دور بر دقیقه
- ظرفیت سوخت: ۷۰۰ لیتر

### عملکرد
- حداکثر سرعت:
  - در جاده: ۵۰ کیلومتر بر ساعت
  - خارج از جاده: ۱۹ کیلومتر بر ساعت
- پایاسیر: ۳۵ کیلومتر بر ساعت
- حداکثر برد:
  - در جاده: ۳۵۰ کیلومتر
  - خارج از جاده: ۲۲۵ کیلومتر

عبور از موانع
- حداکثر زاویه: ۳۲ درجه
- حداکثر ارتفاع: ۱ متر
- حداکثر عرض سنگر: ۳ متر
- حداکثر عمق آب: ۱٫۳ متر

### تسلیحات
- اصلی: ۱ × توپ دو منظوره کالیبر ۱۲۲ میلی‌متر دی-۲۵ ام-۱۹۴۳ ال/۴۳ (بهبود یافته): ۳۰ گلوله
- زاویه بالا و پایین شدن توپ: ۱۷+/۳-
- ثانویه:
  - ۲ × مسلسل کالیبر ۱۴٫۵ میلی‌متر کاپه‌وه: ۱۰۰۰ گلوله
  - ۱ × مسلسل ضدهوایی دوشکا: ۹۴۵ گلوله[۱]